# عبد الرحيم سالم
عبد الرحيم سالم (مواليد 1955) هو رسام ونحات إماراتي ولد في دبي ويقيم في الشارقة في الإمارات العربية المتحدة. يعد من أوائل المساهمين في حراك الفنون الجميلة في الإمارات إلى جانب حسن شريف وعبد القادر الريس وآخرين. حصل عبدالرحيم سالم على بكالوريوس الفنون الجميلة والنحت من جامعة القاهرة عام 1981.

## الجوائز
- 1992 جائزة لجنة التحكيم في بينالي القاهرة
- 1993 الجائزة الأولى بينالي الشارقة
- 1993 الجائزة الفضية في بينالي بنجلاديش السادس
- - جائزة الدولة الشرفية للفنون الجميلة ، الإمارات العربية المتحدة 2008

## المعارض
أقام عبدالرحيم سالم أكثر من 10 معارض فردية في الإمارات العربية المتحدة، والبحرين، والكويت، ومصر. وشارك في العديد من التظاهرات الفنية محلياً ودولياً، وتشمل مشاركاته:
- (1981-2001) المعارض السنوية لجمعية الإمارات للفنون التشكيلية
- (1983-1984) - المعرض الفني الخليجي الأول والثاني ، الدوحة ، قطر
- 1983 معرض سلبي وإيجابي
- 1988-1992-1995 بينالي القاهرة
- بينالي بنجلاديش 1995
- 1990 المعرض الأول لجمعية الإمارات للفنون التشكيلية بالهند.
- 1996 معرض الألوان العربية ، متحف الشارقة للفنون ، الإمارات العربية المتحدة
- 1998 الإمارات في عيون فنانيها ، المؤسسة الثقافية ، أبوظبي
- 2000 معرض الإمارات العربية المتحدة هانوفر ، ألمانيا.
- 2001 بينالي الشارقة ، الإمارات العربية المتحدة
- 2015 جناح الإمارات ، بينالي البندقية ، إيطاليا